# Théorème de l'invariance du domaine
En  mathématiques, et plus précisément en topologie, le théorème de l'invariance du domaine est un résultat dû à L. E. J. Brouwer (1912), concernant les applications continues entre sous-ensembles de Rn. 

## Le théorème et ses différentes formulations
La forme la plus fréquente de ce théorème est : 
Soit U un sous-ensemble ouvert de Rn et  f : U → Rn une injection continue, alors V = f(U) est ouvert et f est un homéomorphisme entre U et V.
La démonstration moderne utilise des outils de topologie algébrique et le théorème du point fixe de Brouwer ; on peut l'énoncer plus simplement en disant que, sous les mêmes conditions, f est une application ouverte, c'est-à-dire que l'image par f de tout ouvert est un ouvert.
En général, pour montrer que f est un homéomorphisme, il faut  montrer que f et sa réciproque f−1 sont continues ; le théorème affirme que, si le domaine U de f est ouvert et si les dimensions des espaces de départ et d'arrivée sont les mêmes, la continuité de f−1 est automatique. De plus, il affirme que si U et V sont homéomorphes, et si U est ouvert, il en est de même de V (en tant que sous-ensemble de Rn). Aucune de ces deux assertions n'est triviale, et elles ne sont plus nécessairement vraies  dans  des espaces plus généraux.
Il est essentiel que les dimensions des espaces de départ et d'arrivée soient les mêmes. Considérons par exemple l'application f : ]0,1[ → R2 définie par f(t) = (t,0). Cette application est injective et continue, son domaine est un ouvert de R, mais son image n'est pas un ouvert de R2. Un exemple plus extrême est donné par g : ]–2,1[ → R2, avec  g(t) = (t2 – 1, t3 – t) : g est injective et continue, mais n'est pas un homéomorphisme de ]–2,1[ vers son image (celle-ci est une portion de toxoïde, et la limite de g en 1 est le point double g(–1), ce qui montre que g−1 n'est pas continue en ce point).
Le théorème ne se généralise pas non plus à des espaces de dimension infinie. Ainsi, soit ℓ∞ l'espace de Banach des suites réelles bornées, et f : ℓ∞ → ℓ∞ l'opérateur de décalage f(x1,x2,...) = (0, x1,x2,...). Alors f est injective et continue, le domaine de f est ouvert (puisque c'est l'espace tout entier), mais l'image de f n'est pas ouverte dans ℓ∞.

## Conséquences et généralisations
Une conséquence importante du théorème de l'invariance du domaine  est que Rn ne peut être homéomorphe à Rm si m ≠ n. En effet si m < n on peut considérer le sous-espace Em = Rm × {0}n–m, homéomorphe à Rm ; Em est d'intérieur vide, c'est-à-dire ne contient aucun ouvert non vide de Rn. Si f : Rn → Rn prend ses valeurs dans Em alors, d'après le théorème, elle ne peut être à la fois injective et continue. A fortiori, il n'existe pas d'homéomorphisme entre Rn et Rm. Le raisonnement se généralise à des ouverts (non vides) de Rn et Rm.
Le théorème permet également de donner une condition suffisante pour qu'une application soit ouverte : toute application continue localement injective (telle que chaque point possède un voisinage sur lequel la restriction de f est injective) de Rn vers Rn, et plus généralement entre deux variétés topologiques de même dimension, est ouverte.
Il existe également des généralisations du théorème de l'invariance du domaine à certaines applications continues d'un espace de Banach dans lui-même.